# إيما كوستر
إيما كوستر (بالإنجليزية: Emma Koster)‏ هي لاعبة كرة الشبكة أسترالية، ولدت في 29 مايو 1984.